# Krum Georgiew
Krum Georgiew (bulgarisch Крум Иванов Георгиев, beim Weltschachbund FIDE Krum Georgiev; * 24. Mai 1958 in Pasardschik; † 31. Juli 2024 in Sofia) war ein bulgarischer Schachspieler.

## Leben
Bei der bulgarischen Einzelmeisterschaft 1979 in Sofia war er Zweiter. Er spielte für Bulgarien bei sechs Schacholympiaden: 1980, 1986 bis 1992 und 2000. Außerdem nahm er dreimal an den europäischen Mannschaftsmeisterschaften (1980 bis 1989) und an mehreren Schachbalkaniaden (1979 bis 1981, 1983, 1986 bis 1990 und 1993) teil
Im Jahre 1977 wurde ihm der Titel Internationaler Meister (IM) verliehen, 1988 der Titel Großmeister (GM).

## Wichtige Erfolge
Zu seinen besten Ergebnissen zählen unter anderem:
- 1–2. Athen 1978
- 1–4. Thessaloniki 1979
- 1. Plewen 1985

| Hier fehlt eine Grafik, die leider im Moment aus technischen Gründen nicht angezeigt werden kann. Wir arbeiten daran! |